# Michael Hayden (Schauspieler)
Michael Hayden (* 28. Juli 1963 in St. Paul, Minnesota) ist ein US-amerikanischer Schauspieler.

## Leben
Hayden studierte an der Saint John’s University in Collegeville, wo er seinen Bachelorabschluss machte. Danach erwarb er den Master an der Juilliard School in New York City. Gleich nach seinem Masterabschluss wurde er am Broadway als Billy Bigelow im Musical Carousel besetzt. Für seine Darstellung wurde er für zahlreiche Auszeichnungen nominiert, darunter der Olivier Award, der Drama Desk Award und der Outer Critics Circle Award. Gewinnen konnte er den Theatre World Award 1994. Im darauf folgenden Jahr feierte er sein Fernsehdebüt mit der Hauptrolle im Fernsehfilm Höllenqualen – Eine Familie am Abgrund an der Seite von Laura Leighton und Richard Crenna. Zwischen 1995 und 1997 war er in der Krimiserie Murder One in der Rolle des Chris Docknovich zu sehen. 1997 wirkte er neben Dennis Farina, Vanessa Redgrave, Nastassja Kinski und Franco Nero in der Fernsehproduktion Bella Mafia mit.
Zwischen 1999 und 2001 war er als Clifford Bradshaw in einer Broadwayproduktion von Cabaret zu sehen. 2001 spielte er in der Broadway-Adaption des Films Urteil von Nürnberg die Rolle des Strafverteidigers Rolfe, die im Film Maximilian Schell gespielt hatte. Schell selbst stellte in dem Stück Colonel Lawson dar. Hayden wurde für den Tony Award als Bester Nebendarsteller nominiert. Anfang der 2000er Jahre trat er in einigen weiteren Fernsehproduktionen auf, darunter in Gastrollen in den Serien Law & Order: Special Victims Unit und Criminal Intent – Verbrechen im Visier.
2006 war er erneut als Clifford Bradshaw in Cabaret zu sehen, diesmal am Lyric Theatre im Londoner West End. 2010 spielte er in Washington für die Shakespeare Theatre Company die Hauptrollen in den Shakespeare-Dramen Richard II. und Henry IV. Seit 2013 ist Hayden Professor an der Florida State University in Tallahassee.

## Filmografie (Auswahl)
- 1995: Höllenqualen – Eine Familie am Abgrund (In the Name of Love: A Texas Tragedy, Fernsehfilm)
- 1995–1997: Murder One (Fernsehserie)
- 1997: Bella Mafia (Fernsehfilm)
- 1998: Glory, Glory (Fernsehfilm)
- 1999: Charming Billy
- 2001: Far East (Fernsehfilm)
- 2002: Hack – Die Straßen von Philadelphia (Hack, Fernsehserie)
- 2002: Law & Order: Special Victims Unit (Fernsehserie)
- 2003: Criminal Intent – Verbrechen im Visier (Criminal Intent, Fernsehserie)
- 2019: Elementary (Fernsehserie)

## Broadway
- 1994–1995: Carousel
- 1999–2001: Cabaret
- 2001: Judgment at Nuremberg
- 2003: Enchanted April
- 2003–2004: Henry IV
- 2006: Festen

## Auszeichnungen
- 1993: Olivier-Award-Nominierung in der Kategorie Best Actor in a Musical für Carousel[5]
- 1994: Drama-Desk-Award-Nominierung in der Kategorie Outstanding Actor in a Musical für Carousel
- 1994: Theatre World Award für Carousel
- 1994: Outer-Critics-Circle-Award-Nominierung für Carousel
- 1999: AFI Fest Auszeichnung in der Kategorie Bester Schauspieler für Charming Billy
- 2001: Tony-Award-Nominierung in der Kategorie Best Featured Actor in a Play für Judgment at Nuremberg